# Valle dell'Avio
La valle dell'Avio è una valle alpina del gruppo dell'Adamello, tributaria meridionale della Val Camonica e percorsa dal torrente Avio.
Il suo imbocco è a circa 1150 metri di quota, in corrispondenza del paese di Temù, mentre la sua doppia testata è data dalle pendici del monte Adamello 3539 m s.l.m.
La si raggiunge percorrendo in automobile la stretta strada dell'Enel che sale dall'abitato di Temù fino alla Malga Caldea a 1584 m s.l.m.
Da qui inizia il percorso escursionistico che permette di raggiungere i bacini imbriferi del laghetto d'Avio, del lago d'Avio e del lago Benedetto. 
Nella testata della valle che punta a meridione è presente il lago Pantano a 2378 m s.l.m., mentre in quella volta a oriente vi è il lago Venerocolo 2535 m s.l.m.
Nei pressi del lago Venerocolo, raggiungibile seguendo il segnavia 11, sorge il rifugio Garibaldi.

## Galleria d'immagini

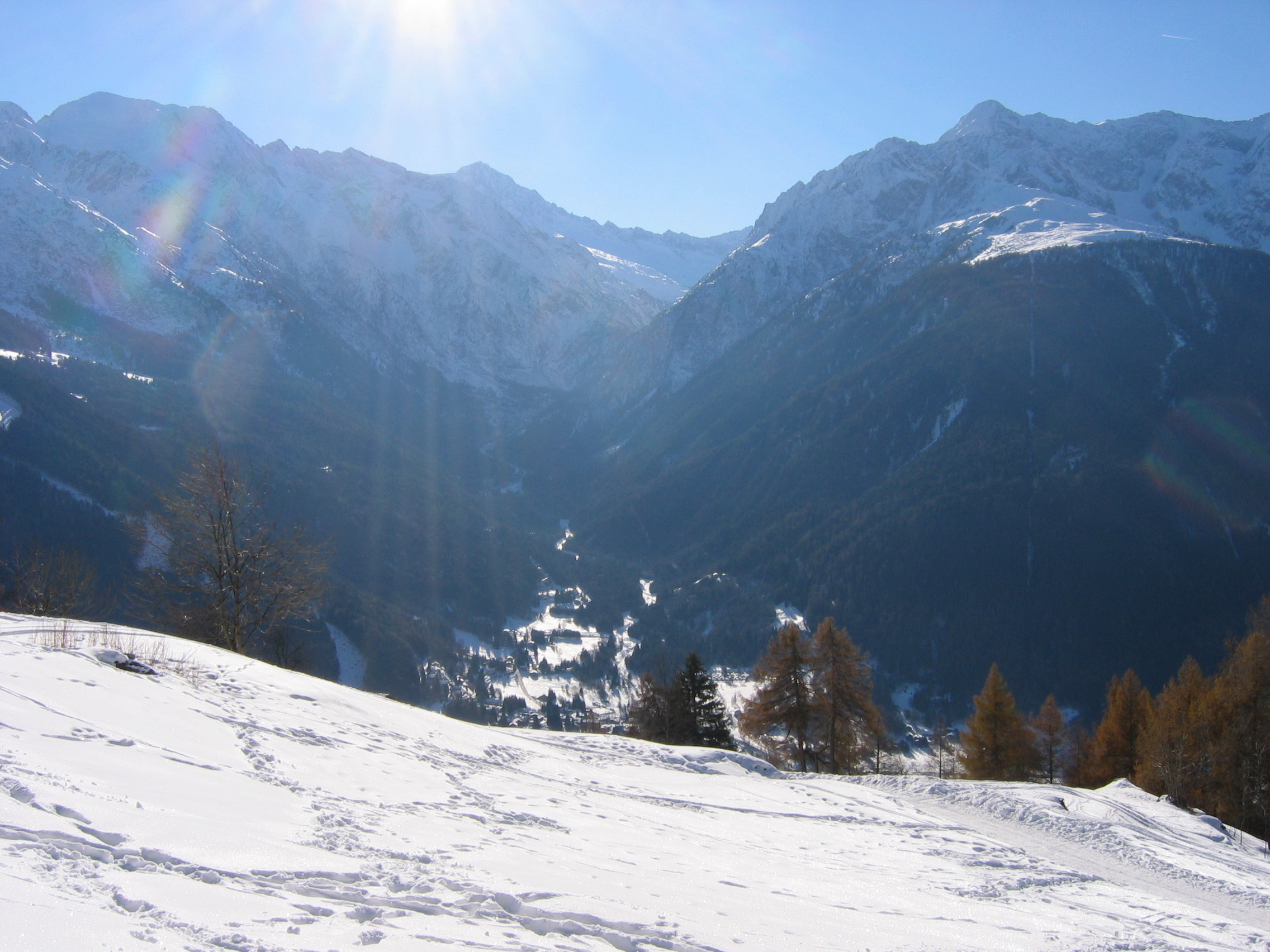
Veduta della valle dell'Avio